# 1. Lig 2018
La 1. Lig 2018 è la 13ª edizione del campionato di football americano di primo livello, organizzato dalla TBSF.

## Squadre partecipanti
| Club                | Città     | Stadio | Sponsor ufficiale | Risultato nella stagione 2017 |
| ------------------- | --------- | ------ | ----------------- | ----------------------------- |
| Anadolu Rangers     | Eskişehir |        |                   |                               |
| Boğaziçi Sultans    | Istanbul  |        |                   |                               |
| ITÜ Hornets         | Istanbul  |        |                   |                               |
| Koç Rams            | Istanbul  |        |                   |                               |
| ODTÜ Falcons        | Ankara    |        |                   |                               |
| Sakarya Tatankaları | Sakarya   |        |                   |                               |
| Uludağ Timsahlar    | Bursa     |        |                   |                               |
| Yeditepe Eagles     | Istanbul  |        |                   |                               |

## Stagione regolare

### Calendario

#### 1ª giornata
| Istanbul 24 febbraio 2018, ore 14:00 | Koç Rams | 48 – 0 | Uludağ Timsahlar | Yıldız Teknik Üniversitesi- Davutpaşa Kampüsü |

| Eskişehir 24 febbraio 2018, ore 20:00 | Anadolu Rangers | 7 – 20 | Sakarya Tatankaları | Muttalip Spor Kompleksi |

| Ankara 25 febbraio 2018, ore 12:00 | ODTÜ Falcons | 1 – 0 (a tavolino) | Yeditepe Eagles | ODTÜ Sahası |

| Istanbul 25 febbraio 2018, ore 15:00 | Boğaziçi Sultans | 10 – 14 | ITÜ Hornets | ITÜ Sahası |

#### 2ª giornata
| Istanbul 3 marzo 2018, ore 13:00 | Yeditepe Eagles | 0 – 1 (a tavolino) | Koç Rams | Anadolu Hisarı Stadı |

| Bursa 3 marzo 2018, ore 14:00 | Uludağ Timsahlar | 12 – 17 | Boğaziçi Sultans | Görükle İpek Spor Stadı |

| Ankara 4 marzo 2018, ore 13:00 | ODTÜ Falcons | 24 – 7 | Anadolu Rangers | ODTÜ Sahası |

| Istanbul 4 marzo 2018, ore 17:00 | ITÜ Hornets | 14 – 34 | Sakarya Tatankaları | ITÜ Maslak Stadı |

#### 3ª giornata
| 25 marzo 2018 | Yeditepe Eagles | 0 – 1 (a tavolino) | Anadolu Rangers |  |

| Sakarya 25 marzo 2018 | Sakarya Tatankaları | 44 – 0 | Uludağ Timsahlar | Stadio Atatürk |

| Istanbul 25 marzo 2018 | Koç Rams | 42 – 28 | Boğaziçi Sultans | Yıldız Teknik Üniversitesi- Davutpaşa Kampüsü |

| Ankara 25 marzo 2018 | ODTÜ Falcons | 23 – 21 | ITÜ Hornets | ODTÜ Sahası |

#### 4ª giornata
| 1º aprile 2018 | ITÜ Hornets | 1 – 0 (a tavolino) | Yeditepe Eagles |  |

| 1º aprile 2018 | Sakarya Tatankaları | 7 – 17 | Boğaziçi Sultans |  |

| Eskişehir 1º aprile 2018 | Anadolu Rangers | 8 – 48 | Koç Rams | Muttalip Spor Kompleksi |

| Ankara 1º aprile 2018 | ODTÜ Falcons | 29 – 26 | Uludağ Timsahlar | ODTÜ Sahası |

#### 5ª giornata
| 22 aprile 2018 | Boğaziçi Sultans | 16 – 18 | ODTÜ Falcons |  |

| 22 aprile 2018 | Uludağ Timsahlar | 1 – 0 (a tavolino) | Yeditepe Eagles |  |

| Istanbul 22 aprile 2018 | Koç Rams | 41 – 7 | Sakarya Tatankaları | Yıldız Teknik Üniversitesi- Davutpaşa Kampüsü |

#### 6ª giornata
Giornata inizialmente prevista per il 29 aprile.
| 6 maggio 2018 | ITÜ Hornets | 14 – 23 | Koç Rams |  |

| 6 maggio 2018 | Sakarya Tatankaları | 24 – 26 | ODTÜ Falcons |  |

| 6 maggio 2018 | Yeditepe Eagles | 0 – 1 (a tavolino) | Boğaziçi Sultans |  |

| 6 maggio 2018 | Uludağ Timsahlar | 6 – 26 | Anadolu Rangers |  |

#### Recuperi
| Eskişehir 12 maggio 2018 | Anadolu Rangers | 12 – 33 | ITÜ Hornets | Muttalip Spor Kompleksi |

#### 7ª giornata
| 20 maggio 2018 | Sakarya Tatankaları | 1 – 0 (a tavolino) | Yeditepe Eagles |  |

| 20 maggio 2018 | Uludağ Timsahlar | 8 – 43 | ITÜ Hornets |  |

| Eskişehir 20 maggio 2018 | Anadolu Rangers | 6 – 38 | Boğaziçi Sultans | Muttalip Spor Kompleksi |

| Ankara 20 maggio 2018 | ODTÜ Falcons | 0 – 41 | Koç Rams | ODTÜ Sahası |

### Classifica
Le classifiche della regular season sono le seguenti:
- PCT = percentuale di vittorie, G = partite giocate, V = partite vinte,  P = partite perse, PF = punti fatti, PS = punti subiti

| Pos. | Squadra             | PCT   | G | V | N | P | PF  | PS  |
| ---- | ------------------- | ----- | - | - | - | - | --- | --- |
| 1    | Koç Rams            | 1.000 | 7 | 7 | 0 | 0 | 244 | 57  |
| 2    | ODTÜ Falcons        | .857  | 7 | 6 | 0 | 1 | 121 | 135 |
| 3    | Boğaziçi Sultans    | .571  | 7 | 4 | 0 | 3 | 127 | 99  |
| 4    | Sakarya Tatankaları | .571  | 7 | 4 | 0 | 3 | 137 | 105 |
| 5    | ITÜ Hornets         | .571  | 7 | 4 | 0 | 3 | 140 | 110 |
| 6    | Anadolu Rangers     | .286  | 7 | 2 | 0 | 5 | 67  | 169 |
| 7    | Uludağ Timsahlar    | .143  | 7 | 1 | 0 | 6 | 53  | 207 |
| 8    | Yeditepe Eagles     | .000  | 7 | 0 | 0 | 7 | 0   | 7   |

## Playoff

### Tabellone
|  | Semifinali | Semifinali          | Semifinali |                  |    | XIII Final | XIII Final | XIII Final |  |
|  |            |                     |            |                  |    |            |            |            |  |
|  | 1          | Koç Rams            | 39         |                  |    |            |            |            |  |
|  | 1          | Koç Rams            | 39         |                  |    |            |            |            |  |
|  | 4          | Sakarya Tatankaları | 14         |                  |    |            |            |            |  |
|  | 4          | Sakarya Tatankaları | 14         |                  | 1  | Koç Rams   | 52         |            |  |
|  |            |                     |            |                  | 1  | Koç Rams   | 52         |            |  |
|  |            |                     | 3          | Boğaziçi Sultans | 21 |            |            |            |  |
|  | 3          | Boğaziçi Sultans    | 3          | Boğaziçi Sultans | 21 | 33         |            |            |  |
|  | 3          | Boğaziçi Sultans    |            |                  |    |            |            |            |  |
|  | 2          | ODTÜ Falcons        | 26         |                  |    |            |            |            |  |

### Semifinali
| 2 giugno 2018 | Koç Rams | 39 – 14 | Sakarya Tatankaları |  |

| 3 giugno 2018 | ODTÜ Falcons | 26 – 33 | Boğaziçi Sultans |  |

### XIII Final
| 1º luglio 2018 | Koç Rams | 52 – 21 (14-0 14-21 7-0 17-0) | Boğaziçi Sultans |  |

## Verdetti
- Koç Rams Campioni della Turchia 2018